# Alenia sandaster
Alenia sandaster är en fjärilsart som beskrevs av Henry Trimen 1868. Alenia sandaster ingår i släktet Alenia och familjen tjockhuvuden. Inga underarter finns listade i Catalogue of Life.